# 王得中
王得中（？—954年），上黨人，北漢政治人物。
世祖劉旻在位時擔任樞密直學士，曾奉詔賀遼穆宗即位，之後回到太原。乾祐七年（954年），劉旻和後周軍隊對戰，副樞密使王延嗣叫司天監李義向劉旻禀告可以下令進攻。王得中此時拉住馬匹，諫言：「現在吹急南風，對我軍絕對不利！」劉旻怒斥：「老年寒士不要阻止我軍！」於是發兵，結果北漢軍隊果然失利；劉旻派他送還遼將耶律敌禄，並求遼穆宗發兵，遼穆宗命王得中歸報遼國將出師救晉陽。
代州將領桑珪、解文遇殺死防禦使鄭處謙，時王得中經過該處，被桑珪擒獲送到周世宗柴榮處。柴榮釋放他，賜帶馬，問他契丹軍隊何時到達，他表示自己只是送耶律敌禄回國，其他一律不知道，又說遼國軍隊快到來，周國會有危險；之後叹息：「自己享受劉氏禄米，母親又被圍困，如果如實回答，周國一定出兵據險防守，到時家國兩亡，生存也無用。假使我的死亡可以保存國家，收获就多了！」幾天後，符彥卿在忻口擊敗契丹軍隊，柴榮斥責王得中欺騙他，下令殺之。